# Aphanistes manitobae
Aphanistes manitobae är en stekelart som beskrevs av Dasch 1984. Aphanistes manitobae ingår i släktet Aphanistes och familjen brokparasitsteklar. Inga underarter finns listade i Catalogue of Life.